# لفظ التحبب

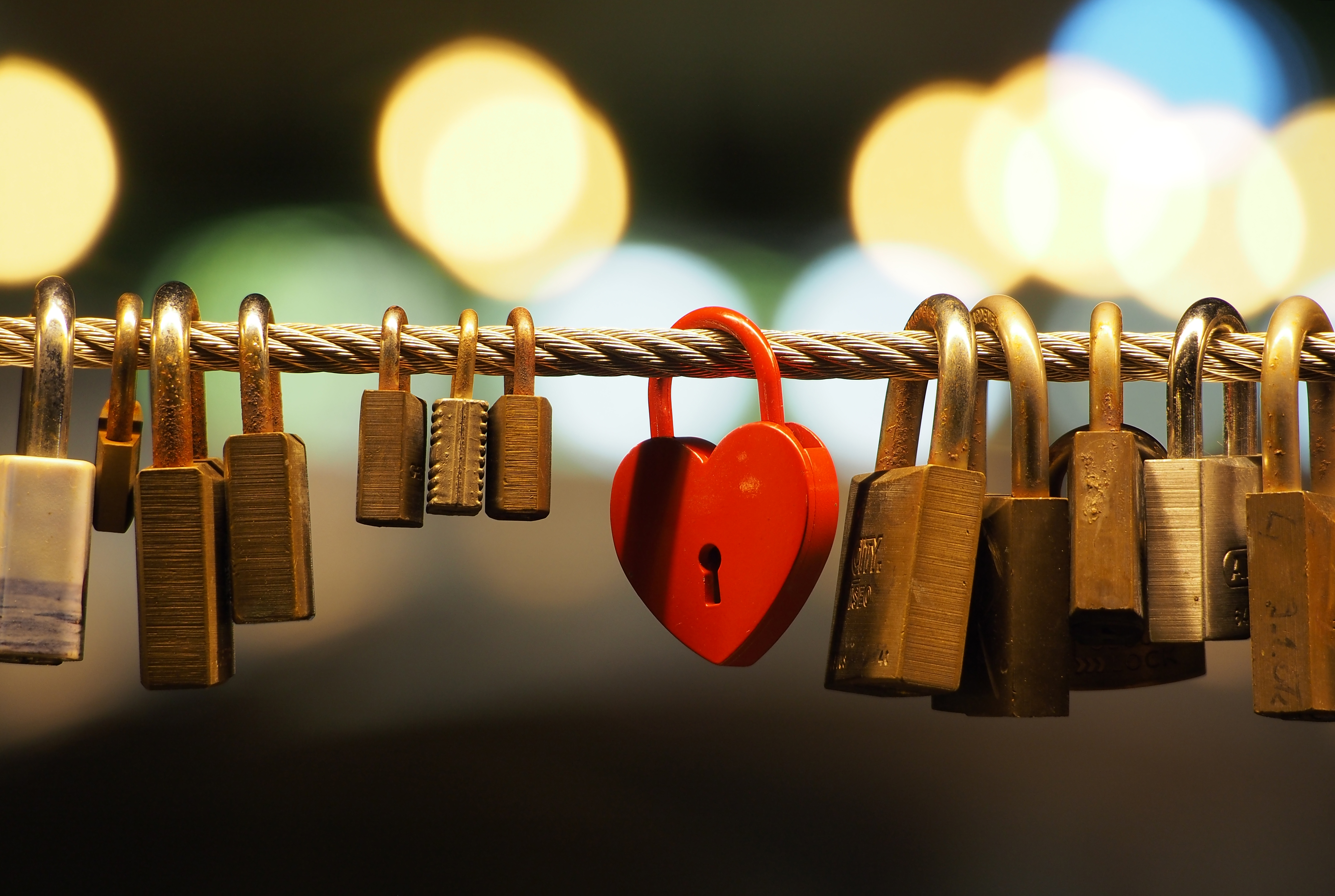

لفظ التحبب هي كلمة أو عبارة تطلق لوصف أو مخاطبة شخص ما أو حيوان أو شيء محبب يَكن له المتحدث مشاعر الحب أو العاطفة. وتستخدم مسميات الملاطفة لأسباب عدة، على سبيل المثال عندما يخاطب الوالدان أطفاليهما، أو عندما يتخاطب العُشاق مع بعضهما البعض. والعربية توضف صيغ التصغير لإيصال هذا المعنى. ومن هذه الأسماء: أميمتي، أبيي، بُنَي، بُنيتي، أخيّتي، عُمَيمي، خُويلي، كليب، فُرَيْخ. ومنها كذلك: بابا، وماما، وعمو، وخالو، وغيرهن.

## طالع أيضًا
- اسم التحبب
- اسم شهرة